# Corona angelica

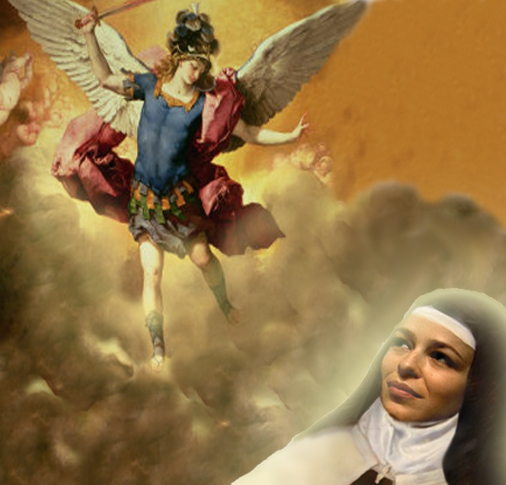
Rappresentazione dell'apparizione dell'arcangelo Michele ad Antonia de Astonac.

La corona angelica, detta anche rosario di san Michele, è una preghiera cattolica in onore di san Michele arcangelo e dei cori celesti.

## La corona angelica

### Origine della devozione
Nel 1751 la serva di Dio Antonia de Astonac, religiosa carmelitana portoghese di cui è in corso il processo di beatificazione, avrebbe ricevuto una rivelazione da san Michele arcangelo, contenente la richiesta di una preghiera particolare che, recitata quotidianamente, è legata alla promessa d'una continua assistenza in vita, e in purgatorio dopo la morte, da parte dell'arcangelo stesso.

### Struttura della preghiera
La preghiera si compone di nove salutazioni, corrispondenti ai nove cori angelici. Ogni salutazione è seguita da un Padre nostro e da tre Ave Maria. Alla fine si recitano altri quattro paternostri: il primo in onore di san Michele, il secondo di san Gabriele, il terzo di san Raffaele e l'ultimo in onore dell'angelo custode.
La preghiera s'inizia com'è consuetudine nel rosario:
O Dio, vieni a salvarmi. Signore, vieni presto in mio aiuto.
Gloria...»
Prosegue con le nove salutazioni, precedute da un'invocazione a san Michele:
- San Michele Arcangelo, difendici nella lotta, per essere salvati nell'estremo giudizio.

1. Per intercessione di san Michele e del celeste coro dei Serafini, ci renda il Signore degni della fiamma di perfetta carità.
(Padre nostro e tre Ave Maria al 1° coro angelico).
2. Per intercessione di san Michele Arcangelo e del Coro celeste dei Cherubini, voglia il Signore darci la grazia di abbandonare la vita del peccato e correre in quella della cristiana perfezione.
(Padre nostro e tre Ave Maria al 2° coro angelico).
3. Per intercessione di san Michele Arcangelo e del sacro Coro dei Troni, infonda il Signore nei nostri cuori lo spirito di vera e sincera umiltà.
(Padre nostro e tre Ave Maria al 3° coro angelico).
4. Per intercessione di san Michele Arcangelo e del coro celeste delle Dominazioni, ci dia grazia il Signore di dominare i nostri sensi e correggere le corrotte passioni.
(Padre nostro e tre Ave Maria al 4° coro angelico).
5. Per intercessione di san Michele e del celeste Coro delle Potestà, il Signore si degni di proteggere le anime nostre dalle insidie e tentazioni del demonio.
(Padre nostro e tre Ave Maria al 5° coro angelico).
6. Per intercessione di san Michele e del Coro delle ammirabili Virtù celesti, non permetta il Signore che cadiamo nelle tentazioni, ma ci liberi dal male.
(Padre nostro e tre Ave Maria al 6° coro angelico).
7. Per intercessione di san Michele e del Coro celeste dei Principati, riempia Dio le anime nostre dello spirito di vera e sincera obbedienza.
(Padre nostro e tre Ave Maria al 7° coro angelico).
8. Per intercessione di san Michele e del Coro celeste degli Arcangeli, ci conceda il Signore il dono della perseveranza nella fede e nelle opere buone.
(Padre nostro e tre Ave Maria all'8° coro angelico).
9. Per intercessione di san Michele e del Coro celeste di tutti gli Angeli, si degni il Signore di concederci di essere da essi custoditi nella vita presente e poi introdotti nella gloria dei cieli.
(Padre nostro e tre Ave Maria al 9° coro angelico).»

Si recitano poi:
- Un Padre nostro in onore di san Michele.
- Un Padre nostro in onore di san Gabriele.
- Un Padre nostro in onore di san Raffaele.
- Un Padre nostro in onore dell'angelo custode.

La preghiera termina così:  
- Prega per noi, arcangelo san Michele, Gesù Cristo Signore nostro.
- E saremo resi degni delle sue promesse.

Segue l'invocazione finale:
- Dio onnipotente ed eterno, che, con prodigio di bontà e misericordia, per la salvezza degli uomini hai eletto a principe della tua Chiesa il glorioso san Michele, concedici, mediante la sua benefica protezione, di esser liberati da tutti i nostri spirituali nemici. Nell'ora della nostra morte non ci molesti l'antico avversario, ma sia il tuo arcangelo Michele a condurci alla presenza della tua divina maestà. Amen.»

### Approvazione della corona
Papa Pio IX approvò la corona angelica: il decreto fu firmato l'8 agosto 1851 dal cardinal prefetto Luigi Lambruschini. Dopo che il 24 novembre dello stesso anno il cardinal prefetto Aquini aveva concesso alcune indulgenze per la sua recita, il 3 settembre 1868 Pio IX concesse, a certe condizioni, anche l'indulgenza plenaria.